# Seven Seas (chanson)
Pour les articles homonymes, voir Seven Seas.
Singles de Nanase Aikawa
Midnight Blue
(2000) No Future
(2001)
Seven Seas est le 17e single de Nanase Aikawa, sorti sous le label Avex Trax le 9 août 2000 au Japon. Il atteint la 10e place du classement de l'Oricon et reste classé pendant 6 semaines pour un total de 68 000 exemplaires vendus. Seven Seas se trouve sur l'album Purana et sur les compilations ID：2 et Rock or Die.

## Liste des titres
| 1. | Seven Seas                |  |
| 2. | Midnight Blue (live ver.) |  |
| 3. | Trust Me (live ver.)      |  |
| 4. | Seven Seas (TKO mix)      |  |